# Lo Chambon de Sent Sarnin
Chambon (en francès Chambon-sur-Voueize) és un municipi francès situat al departament de la Cruesa i a la regió de la Nova Aquitània.

## Demografia
| 1962                                       | 1968  | 1975  | 1982  | 1990  | 1999  | 2007  |
| ------------------------------------------ | ----- | ----- | ----- | ----- | ----- | ----- |
| 1.276                                      | 1.367 | 1.206 | 1.288 | 1.105 | 1.012 | 1.014 |
| Des de 1962: població sense dobles comptes |       |       |       |       |       |       |

## Administració
| Període   | Identitat      | Partit |
| --------- | -------------- | ------ |
| 2001-2008 | Joël Souchal   | UMP    |
| 2008-     | Cécile Creuzon |        |